# فيصل اليامي (شاعر)
فيصل اليامي شاعر وإعلامي سعودي، ولد في مدينة الخبر عام 1394هـ. بدأ كتابة الشعر عام 1411هـ، ويعد من الشعراء الذين تميزوا في كتابة الشعر الغنائي في الخليج بتعاونه من العديد من الفنانين في أعمال ناجحة من بينها (عيال حارتنا) مع الفنان علي بن محمد، و(الكبر لله) مع الفنان حسين الجسمي. كما كانت له تجربة إعلامية في تقديم البرامج التلفزيونية عبر أكثر من قناة.

## قصائده المغناة
| الأغنية               | الفنان             |
| --------------------- | ------------------ |
| عيال حارتنا           | علي بن محمد        |
| على الريش             | علي بن محمد        |
| يجينا الصيف           | علي بن محمد        |
| الأطلال               | علي بن محمد        |
| لك عين                | علي بن محمد        |
| الكبر لله             | حسين الجسمي        |
| دعوة المظلوم          | حسين الجسمي        |
| العدالة               | حسين الجسمي        |
| فقدتك                 | حسين الجسمي        |
| باين عليك اليوم       | رابح صقر           |
| متميزة                | رابح صقر           |
| غلطة وحدة             | رابح صقر           |
| وش رايك الليلة        | رابح صقر           |
| الدنيا ما تسوى        | رابح صقر           |
| عندي سؤال             | عبد الله الرويشد   |
| جزا الله خير          | عايض               |
| تغلّى                  | أصيل أبو بكر       |
| علينا شفيك            | أصيل أبو بكر       |
| من عيوني              | أصيل أبو بكر       |
| تجاهلني               | هند                |
| توك على بالي          | عبد العزيز المنصور |
| ما يخالف              | فايز السعيد        |
| الهلال مكانك بالصدارة | راشد الفارس        |
| راحت عليك             | عبد الهادي حسين    |
| قابلته بالصدفة        | عبد الهادي حسين    |
| عشنا وشفنا            | محمد البكري        |
| منهو مثلك             | صالح سعد           |

## العمل الإعلامي
قدم اليامي عدداً من البرامج من أبرزها:
برنامج (سامرين) على قناة SBC السعودية عام 2019 بالاشتراك مع المذيع محمد العرفج.
برنامج (عن بُعد) على قناة (روتانا خليجية)، وهو برنامج حواري عرض في شهر رمضان عام 2020.